# Erwin Rommel
Erwin Johannes Eugen Rommel ( hallgat) (Heidenheim, 1891. november 15. – Herrlingen, ma Blaustein része 1944. október 14.) német tábornagy a második világháborúban, a Deutsche Afrika Korps (DAK) első parancsnoka, a normandiai partraszállásnál a védekező német csapatok vezetője.
Igen merész és ügyes ellenfél áll velünk szemben. Egy, a háború vérzivatarából kiemelkedő, nagy hadvezér.

## Élete

### Ifjúkora
Svábnak született, a Württembergi Királyságba korábban beolvadt Sváb Hercegségben. Apja, id. Erwin Rommel Heidenheimben iskolaigazgató, anyja pedig a württembergi kormányzó lánya volt. Rommel serdülő korában repülni szeretett volna, de apja unszolására végül 1912-ben belépett a német hadseregbe, a 124. gyalogezredben szolgált.

### Első világháborús szolgálata
Parancsnoka felfedezte rátermettségét, ezért tiszti iskolába, a danzigi Königliche Kriegsschuléba küldte, aminek elvégzése után hadnagyként tért vissza ezredéhez. Az első világháború elején egy rohamcsapat tisztje volt, az első vonalban szolgált. 1914 szeptemberében egy roham során sebesült társa odaadta neki fegyverét és lőszerét, ő rátámadt három francia katonára, kettőt agyonlőtt, a harmadikra szuronnyal támadt (annak sorsa ismeretlen), a kézitusában megsebesült (combon lőtték), kórházba került, majd hősi cselekedetét 1915-ben a másodosztályú Vaskereszttel jutalmazták. 1915 januárjában visszatért a frontra, ahonnan az év végén keletre helyezték, a hegyvidéki hadműveleteket végrehajtó Alpesi-hadtesthez (Alpenkorps). 1916-ban a román fronton harcolt, majd Olaszországban a caporettói áttörésnél rohamcsapatával megszolgálta az akkor létező legmagasabb német katonai kitüntetést, a porosz Pour le Mérite-et (Blauer Max). Még ebben az évben visszatért hazájába, hogy feleségül vegye Lucy Mollint. 1917-ben zászlóalját Franciaországba rendelték, majd vissza Romániába. A második ojtozi csatában vett részt, ahol ismét megsebesült: karon találták. Bár sok vért veszített, kórházba nem ment, csupán egy kötéssel folytatta tovább a harcot.1918 januárjától az Alpenkorps törzsében szolgált.

### A Harmadik Birodalom szolgálatában

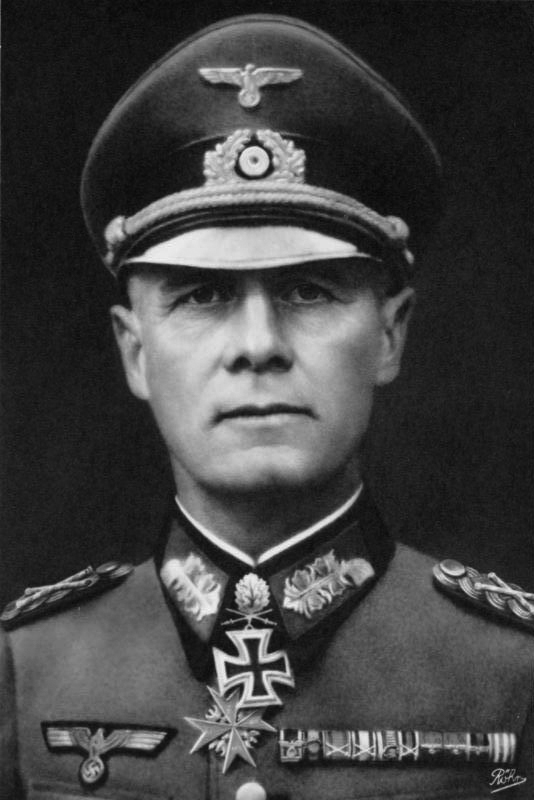
1942-ben

A háború után is katona maradt, Drezdában, majd 1929-ben Stuttgartban szolgált. Eközben könyvet írt Gyalogság előre! címmel. Ezt a művét maga Hitler is olvasta, és 1933-ban, a nácik hatalomra jutása után pártfogásába vette a tehetséges katonát. Az Anschluss után a bécsújhelyi Theresianum Katonai Akadémián szolgált, amely a világ legrégebbi katonai akadémiája. A Potsdami Akadémián már ezredes volt. 1939-ben a lengyelországi hadjárat során Hitler testőrségének parancsnoka lett (vezérőrnagyi rangban). A Führer olyannyira meg volt elégedve szolgálataival, hogy felajánlotta neki bármely alakulat vezetését. Rommel a 7. páncélos hadosztályt választotta, ezen alakulat parancsnoka lett a franciaországi hadjárat idején. Hadosztályával sikert sikerre halmozott, jellemzően Szellemhadosztálynak nevezték őket, mert annyira gyorsan mozogtak, hogy sokszor még Rommel felettesei sem tudták, éppen merre jár a hadtest. Sokszor vakmerő hadmozdulataival ért el sikereket.
A 7. páncélos hadosztály eredményei:
- napi 50–60 km előrenyomulás (volt olyan nap, hogy 160 km)
- több száz kilőtt ellenséges páncélos
- 97 000 hadifogoly

### Rommel Afrikában

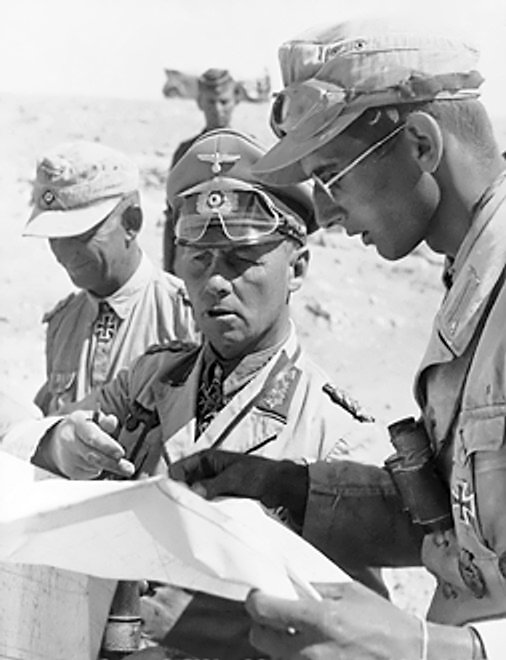
Rommel stratégiai ügyességéről vált híressé

Rommel megkapta a Vaskereszt Lovagkeresztjét. 1941 februárjában jutalomból Hitler felajánlotta neki, hogy bármelyik harcoló alakulatot vezetheti. Ő az Afrika Korps hadtestét választotta. Azt az utasítást kapta, foglalja el Líbiát, de tartózkodjon a nagyobb, támadó hadműveletektől. A Battleaxe-ellentámadás (csatabárd) során – az angolok téves feltételezései miatt – nagyon sok angol tankot sikerült megsemmisítenie. Sikereihez hozzájárult, hogy az egyiptomi amerikai nagykövetség katonai attaséjának rejtjelezett táviratait sikerült feltörni, és így pontos képe volt az angolok hadmozdulatairól. A neki köszönhetően elhíresült légvédelmi ágyúkkal újabb sikereket ért el: az ágyúkat U alakban helyezte el egy nagyobb, viszonylag sík terepen, az ellenséget pedig egészen közel csalogatta hozzájuk, majd tüzet nyitott rájuk. Rommel e taktikai húzása nem maradt visszhang nélkül. Az arabok szinte hősként tisztelték, az angolok között pedig félelem övezte nevét. Az Oberkommando des Heeres (OKH) hibájából mindig híján volt katonáknak, gépeknek, és utánpótlásnak. 
1941 novemberében a Crusader hadműveletben (Kereszteslovag) az angolok felszabadították Tobrukot. Megszerezték az Enigma egy példányát, és megfejtették az olaszok C-38 titkosító gép üzeneteit, így pontos értesülésük volt a német hajók mozgásáról, és Rommel szándékáról. Az angolok folyamatosan támadták a német hadoszlopokat, anélkül, hogy maguk kárt szenvedtek volna. Rommel teljesen váratlanul, a visszavonulás helyett, sietve átment támadásba, ám kifogyott az üzemanyagból, erős légi-, és tüzérségi támadás érte, melyeknek során súlyos veszteségeket szenvedett, és csak a szerencsén múlott, hogy maga is nem esett fogságba. Szégyenteljesen menekülnie kellett, hátrahagyva értékes felszereléseket. A 21. páncéloshadosztály 110 páncélosából 67 tankja odaveszett, vagy megrongálódott, ezért november végéig képtelen volt támadást indítani, amivel az angolok a SIGINT-nek köszönhetően tisztában voltak. A harc közben megszerzett dokumentumokból megtudta, hogy a britek Egyiptom belsejébe akarnak visszavonulni. Rommel képtelen volt ellenállni a brit nyomásnak, és visszavonult Kirenaikából. Miközben visszavonult, az időközben Bengáziban partra tett új tankokkal kétszer is lesben állva súlyos károkat okozott az őt üldöző brit páncélosokban. Változatlanul Tobruk bevételét tartotta a legfontosabbnak, és május végén megindította hőn áhított Theseus hadműveletet. Rommel zsenialitásának köszönhetően elfoglalták Tobrukot. Ekkor léptették elő tábornaggyá. Joseph Goebbels és Hitler jóváhagyásával Kairó felé indult, a Szuezi-csatorna megszerzése érdekében. Számbeli és erőbeli hiányosságait vakmerőségével, és önbizalmával tudta pótolni, amit személyes példamutatásával embereibe is belenevelt. 
A tábornagy 1942 szeptember 23-án betegsége miatt visszarepült Németországba. 1942. október 23-án Bernard Montgomery támadást indított El-Alameinnél, és legyőzte az Afrika Korps-t. Rommel visszaérkezése sem segített, a „tengely” seregei 1943. május 13-án megadták magukat.
Ekkor Rommel már Európában tartózkodott. 1943. július 15-én az Észak-Olaszországban megalakított B Hadseregcsoport élére került, innen vezényelték át a hadseregcsoporttal Észak-Franciaországba. Gerd von Rundstedttel ellentétben úgy gondolta, hogy a szövetségesek Normandiában fognak partra szállni, ezért megpróbált mindent elérni a normandiai partszakasz megerősítése érdekében. A normandiai partraszállás megkezdődésekor egy családi ünnep miatt nem tartózkodott a helyszínen, így a német csapatok is késve reagáltak. Rommel későn érkezett vissza, a partraszálló erők addigra már áttörték a partszakaszon felállított német védelmi rendszert.
Július 17-én látogatást tett a fronton, és autóját két szövetséges repülőgép megtámadta. Az autó letért az útról és fának ütközött. Rommel kirepült az útra. Üvegszilánkok sebesítették meg, három helyen eltört a koponyája is. Eszméletlenül szállították kórházba.

### A vég

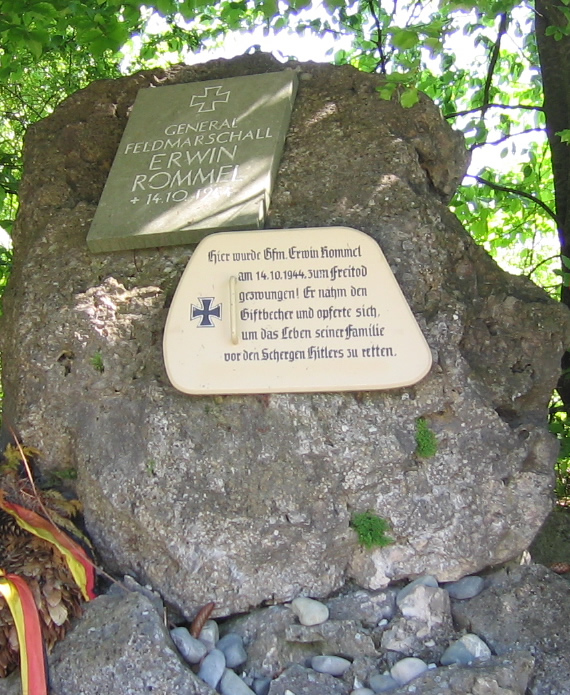
Emlékmű Rommel halálának helyén Németországban

Az újabban előkerült dokumentumok megerősíteni látszanak azt a korábban már ismert feltételezést, hogy Rommel 1944 tavasza óta tudott a Németországban kibontakozó ellenállási mozgalomról és szimpatizált is vele. Törzsfőnöke, Hans Speidel, aki aktív résztvevője volt az ellenállásnak, próbálta rábeszélni Rommelt is a Hitler elleni fellépésre. Rommel, aki ekkor már tisztában volt azzal, hogy a németek nem tudják megakadályozni a szövetségesek partraszállását, s majdani előrenyomulásukat a birodalom szíve felé, el szerette volna érni Hitlernél, hogy vonja le a reménytelen helyzetből a következtetést, s fejezze be a háborút, legalább a nyugati fronton. Mikor látta, hogy Hitler képtelen ennek szükségességét belátni, bizalmas beszélgetésben állítólag Hitler megölését is elfogadhatónak tartotta. Mindenesetre az bizonyosnak tűnik, hogy tudott a Hitler elleni készülő merényletről, és nem tett ellene semmit.
A Claus Schenk von Stauffenberg gróf nevével fémjelzett, több magas rangú katona által támogatott, Hitler elleni merénylet (1944. július 20.) meghiúsulása utáni nyomozásban Erwin Rommel neve is felmerült.
A vizsgálatot Ernst Kaltenbrunner SS-Obergruppenführer végezte, rendkívüli alapossággal és elszántsággal. Az összeesküvés résztvevőit kivégezték. Rommellel kapcsolatban annyit bizonyítottnak láttak a nyomozó szervek, hogy tudott a készülő merényletről, de nem jelentette Berlinbe. Sorsáról valószínűleg maga Hitler döntött: a német nép ne szerezzen tudomást az aljas árulásáról, ezért felajánlotta az öngyilkosság lehetőségét. A hírt Wilhelm Burgdorf és Ernst Maisel tábornokok vitték meg Rommel házába. Fia, Manfred Rommel a ház körül több ismeretlen gépkocsit látott tele emberekkel. Erwin Rommel mind a fiával, mind a feleségével közölte, Hitler milyen választás elé állította és azt is: ő már döntött. Beszállt a tábornokok gépkocsijába, és elhajtottak a ház elől. 15 perc múlva halott volt, a hivatalos tájékoztatás szerint szívroham végzett vele. Valószínűleg kéksav kapszulát kellett elharapnia.
A háborút követően Jürgen Stroop SS-Gruppenführer zárkatársa, Kazimierz Moczarski lengyel ellenálló, a megdöbbentő hitelességű Beszélgetések a hóhérral című könyv szerzője, egy zárkabeli felfokozott beszélgetés után abban a rendíthetetlen meggyőződésben élt, hogy Rommellel személyesen Stroop végzett, amikor az vonakodott maga ellen fordítani fegyverét.
A temetési ceremónia 1944. október 18-án délután egykor kezdődött Ulmban, fényes külsőségek között. A gyászbeszédet Von Rundstedt tábornagy mondta. A beszéd után a család elé járult, hogy tolmácsolja a Führer mélységes együttérzését. A feléje nyújtott kezet Lucy Rommel nem fogadta el.

## Művei magyarul
- Gyalogság előre! Élmény és tapasztalat; ford. Bethlen Pál, bev. Werth Henrik; Danubia, Bp., 1942 (hasonmásban: 1999)
- Háború gyűlölet nélkül; ford. Rátkai Ferenc; Co-nexus, Bp., 1991
- Háború gyűlölet nélkül; B.H.N. Kft., Sopron, 2018

## Alakja játékfilmben
- 1951: Rommel – A sivatagi róka (The Desert Fox: The Story of Rommel), amerikai háborús kalandfilm, rendezte Henry Hathaway. Főbb szerepekben James Mason (Rommel), Luther Adler (Hitler), Everett Sloane (Burgdorf), Leo G. Carroll (Rundstedt).

- 1971: Támadás Rommel ellen (Raid on Rommel), amerikai háborús kalandfilm, rendezte Henry Hathaway. Főbb szereplők: Wolfgang Preiss (Rommel), Richard Burton, John Colicos (brit ügynökökök).

- 1988–1989: A sas felszáll (War and Remembrance); amerikai tévésorozat; rendező Dan Curtis. Főbb szereplők Hardy Krüger (Rommel); Steven Berkoff (Hitler), Robert Hardy (Churchill).

- 2012: Rommel, német–osztrák–francia filmdráma, rendező Niki Stein. Főbb szerepekben Ulrich Tukur (Rommel), Johannes Silberschneider (Hitler), Hubertus Hartmann (Stülpnagel), Hanns Zischler (Rundstedt).